# Emilio Segrè
Emilio Gino Segrè, född 1 februari 1905 i Tivoli i Italien, död 22 april 1989 i Lafayette, Contra Costa County, Kalifornien, var en italiensk-amerikansk fysiker som, tillsammans med Owen Chamberlain, fick Nobelpriset i fysik 1959 för att ha upptäckt antiprotonen, teknetium och astat.
Segrè upptäckte tillsammans med Carlo Perrier teknetium 1937 och isolerade astat 1940 tillsammans med Dale R. Corson och Kenneth Ross MacKenzie.

## Biografi
Segrè föddes i en sefardisk judisk familj som son till Giuseppe Segrè, en affärsman som ägde ett pappersbruk och Amelia Susanna Treves. Han utbildades vid gymnasiet i Tivoli och efter att familjen flyttade till Rom 1917, gymnasiet i Rom. Han utexaminerades i juli 1922 och skrev in sig vid universitetet La Sapienza i Rom som ingenjörsstudent.
År 1927 träffade Segrè Franco Rasetti, som presenterade honom för Enrico Fermi. De två unga fysikprofessorerna letade efter begåvade studenter. De deltog i Voltakonferensen i Como i september 1927, där Segrè hörde föreläsningar från kända fysiker som Niels Bohr, Werner Heisenberg, Robert Millikan, Wolfgang Pauli, Max Planck och Ernest Rutherford. Segrè gick sedan över till Fermi och Rasetti på deras laboratorium i Rom. Med hjälp av direktören för Institute of Physics, Orso Mario Corbino, kunde Segrè börja studera fysik, och tog under Fermis handledning sin laureaexamen i juli 1928, med en avhandling med titeln "Anomalous Dispersion and Magnetic Rotation".
År 1944 blev han naturaliserad medborgare i USA. När han återvände till Berkeley 1946 blev han professor i fysik och vetenskapshistoria, och tjänstgjorde fram till 1972. Segrè och Owen Chamberlain var medchefer för en forskargrupp vid Lawrence Radiation Laboratory som upptäckte antiprotonen, för vilken de två delade Nobelpriset i fysik 1959. 

## Vetenskapligt arbete
Segrè publicerade sin första artikel, som sammanfattade hans avhandling, "On anomalous dispersion in mercury and in lithium", tillsammans med Edoardo Amaldi 1928, och en annan artikel med honom följande år om Ramaneffekten.
År 1930 började han studera Zeemaneffekten i vissa alkaliska metaller. När hans framsteg avstannade, eftersom det diffraktionsgitter som han behövde för att fortsätta inte var tillgängligt i Italien, skrev han till fyra laboratorier på andra håll i Europa och bad om hjälp och fick en inbjudan från Pieter Zeeman att avsluta sitt arbete vid Zeemans laboratorium i Amsterdam. Segrè tilldelades ett Rockefeller Foundation-stipendium och, på Fermis inrådan, valde att använda det för att studera under Otto Stern i Hamburg. Arbete med Otto Frisch på rymdkvantisering producerade resultat som inte överensstämde med strömteorin; men Isidor Isaac Rabi visade att teori och experiment var överens om kärnspinn av kalium var +1/2.

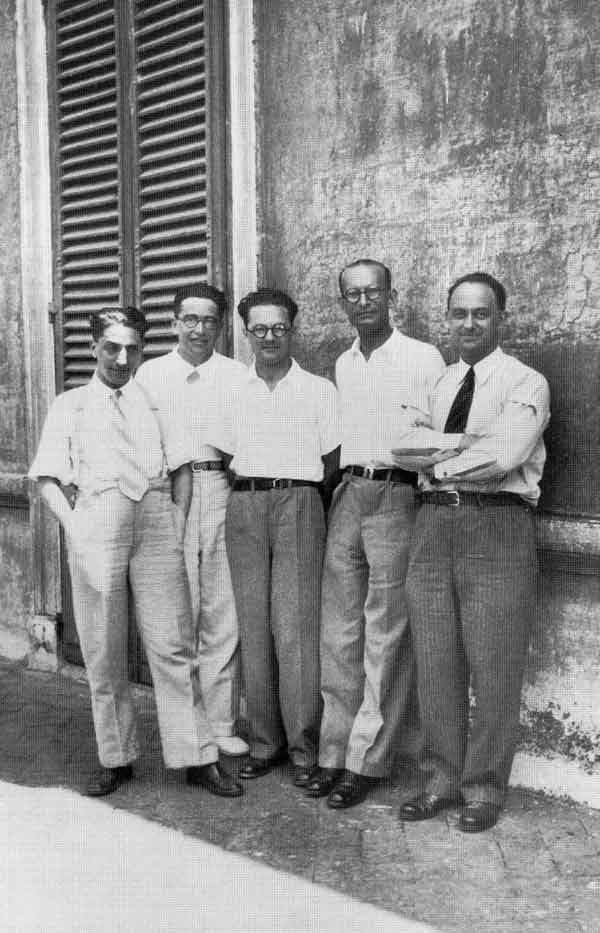
The Via Panisperna-pojkarna på innergården till Roms universitets fysikinstitut i Via Panisperna. Från vänster till höger: Oscar D'Agostino, Segrè, Edoardo Amaldi, Franco Rasetti och Enrico Fermi.

Segrè utnämndes till biträdande professor i fysik vid Universitetet i Rom 1932 och arbetade där fram till 1936 och blev en av Via Panisperna-pojkarna. Efter att ha gift sig sökte Segrè ett fast jobb och blev professor i fysik och föreståndare för fysikinstitutet vid universitetet i Palermo.
År 1936 gjorde han ett besök på Ernest Lawrences Berkeley strålninglaboratorium, där han mötte Edwin McMillan, Donald Cooksey, Franz Kurie, Philip Abelson och Robert Oppenheimer. Segrè fascinerades av det radioaktiva metallskrot som en gång hade varit en del av laboratoriets cyklotron. I Palermo visade det sig att detta innehöll ett antal radioaktiva isotoper. I februari 1937 skickade Lawrence honom en molybdenremsa som avgav avvikande former av radioaktivitet. Segrè tog hjälp av Perrier för att utsätta remsan för noggrann kemisk och teoretisk analys, och de kunde bevisa att en del av strålningen producerades av ett tidigare okänt element. År 1947 namngav de det technetium, eftersom det var det första artificiellt syntetiserade kemiska elementet.

## Strålningslaboratorium
I juni 1938 gjorde Segrè ett sommarbesök i Kalifornien för att studera de kortlivade isotoper av technetium, som inte överlevde att skickas till Italien. Medan Segrè var på väg antog Benito Mussolinis fascistiska regering raslagar som utestänger judar från universitetspositioner. Som jude blev Segrè nu en obestämd emigrant. I november 1938 och februari 1939 gjorde han med sin familj korta besök i Mexiko för att byta sina turistvisum mot invandringvisum till USA.
På Berkeley Radiation Lab erbjöd Lawrence Segrè ett jobb som forskningsassistent - en relativt låg position för någon som hade upptäckt ett element. I arbete tillsammans med Glenn Seaborg, isolerade Segrè det metastabila isotopen technetium-99m. Dess egenskaper gjorde det idealiskt för användning i nuklearmedicin, och det används idag i cirka 10 miljoner medicinska diagnostiska förfaranden årligen. I samarbete med Alexander Langsdorf Jr., och Chien-Shiung Wu, upptäckte han xenon-135, som senare blev viktigt som ett fissionsgift i kärnreaktorer.
Segrè vände sedan sin uppmärksamhet mot det saknade element 85 i det periodiska systemet. Efter att han meddelat hur han tänkte skapa det genom att bombardera vismut-209 med alfapartiklar, genomförde två av hans kollegor, Dale R. Corson och Robert A. Cornog hans föreslagna experiment. Segrè frågade sedan om han kunde göra kemin och tillsammans med Kenneth Ross MacKenzie, kunde han framgångsrikt isolera det nya elementet, som idag kallas astat. Han lyckades också I samarbete med Seaborg, McMillan, Joseph W. Kennedy och Arthur C. Wahl för att skapa plutonium-239 i Lawrences 150 cm cyklotron i december 1940.

## Manhattanprojektet
I slutet av 1942 bad Oppenheimer Segrè att gå med i Manhattanprojektet vid hans Los Alamos Laboratory. Segrè blev chef för laboratoriet P-5 (Radioactivity) Group, som var en del av Robert Bachers P Division (Experimentell fysik). Av säkerhetsskäl fick han kodnamnet Earl Seaman. Han flyttade med sin familj till Los Alamos i juni 1943. Hans grupps uppgift var att mäta och katalogisera radioaktiviteten hos olika fissionsprodukter. En viktig forskningslinje var att fastställa graden av isotopanrikning som uppnåtts med olika prover av anrikat uran.
Gruppen mätte aktiviteten hos torium, uran-234, uran-235 och uran-238, men hade endast tillgång till mikrogrammängder av plutonium-239. Det första provet plutonium som producerades i kärnreaktorn på Oak Ridge mottogs i april 1944. Inom några dagar observerade gruppen femfaldigt ökad frekvens av spontan fission jämfört med cyklotronproducerade plutonium. Segrès grupp kontrollerade noggrant deras resultat och drog slutsatsen att den ökade aktiviteten berodde på plutonium-240-isotopen.
Segrès grupp, nu benämnd R-4, gavs ansvar för att mäta gammastrålningen från Trinity Nuclear Test i juli 1945. Explosionen skadade eller förstörde mest av experimenten, men nog data återställdes för att mäta gammastrålarna.